# Portets

Portets este o comună în departamentul Gironde din sud-vestul Franței. În 2009 avea o populație de 2.335 de locuitori.

## Evoluția populației
| An        | 1975  | 1982  | 1990  | 1999  | 2006  | 2009  |
| --------- | ----- | ----- | ----- | ----- | ----- | ----- |
| Populație | 1.997 | 2.030 | 2.008 | 2.001 | 2.120 | 2.335 |